# Los Angeles Kiss
Los Angeles Kiss (Kurzform: LA Kiss) war ein Arena-Football-Team, das von 2014 bis 2016 in der Arena Football League (AFL) antrat. Heimatstadt war Los Angeles, die Heimspiele der LA Kiss wurden allerdings im Honda Center im nahe gelegenen Anaheim ausgetragen. LA Kiss wurde 2013 gegründet und gehört einer Eigentümergemeinschaft, die aus den Kiss-Musikern Gene Simmons und Paul Stanley, dem Manager Doc McGhee und Brett Bouchy besteht. Bouchy war zuvor Managing Partner des AFL-Teams Orlando Predators.

## Hintergrund
LA Kiss ist das dritte AFL-Team, das die Stadt Los Angeles vertritt. Das erste in der Stadt beheimatete Team waren die Los Angeles Cobras, die allerdings nur eine Saison lang existierten. 1996 und 1997 spielten die Anaheim Piranhas im damals noch unter dem Namen Arrowhead Pond firmierenden Honda Center, und zwischen 2000 und 2009 existierte das Team der Los Angeles Avengers, das seine Spiele im Staples Center austrug.
Am 15. August 2013 wurde bekannt gegeben, dass Kiss einen Anteil an einem Team der Arena Football League erworben haben, dessen Spielbetrieb 2014 aufgenommen werden soll.
Das Team verpflichtete am 10. September den Quarterback J. J. Raterink sowie weitere Spieler und gab am 17. September die Verpflichtung des Trainers Bob McMillan bekannt, der zuvor zum AFL-Coach des Jahres 2013 gewählt worden war.
Als erster Präsident wurde der frühere Geschäftsführer der Los Angeles Dodgers, Schuyler Hoversten, engagiert.

## Saisonstatistiken
| Jahr | Team             | Liga | S  | N  | Platzierung | Playoffrunde                                           |
| ---- | ---------------- | ---- | -- | -- | ----------- | ------------------------------------------------------ |
| 2014 | Los Angeles KISS | AFL  | 3  | 15 | 3.          |                                                        |
| 2015 | Los Angeles KISS | AFL  | 4  | 14 | 3.          |                                                        |
| 2016 | Los Angeles KISS | AFL  | 14 | 4  | 2.          | 52:56-Niederlage gegen Cleveland Gladiators Halbfinale |

## Zuschauerentwicklung
| Jahr | Team             | Zuschauerdurchschnitt |
| ---- | ---------------- | --------------------- |
| 2014 | Los Angeles KISS | 10.949                |
| 2015 | Los Angeles KISS | 7.913                 |
| 2016 | Los Angeles KISS | 7.056                 |